# 28
28（二十八）是27与29之间的自然数。

## 数学性质
- 第18個合數，正因數有1、2、4、7、14和28。前一個為27、下一個為30。
質因數分解為{\displaystyle 2^{2}\times 7}。
- 第2個完全數，其中，28 = {\displaystyle 2^{2}\times \left(2^{3}-1\right)}對應的梅森素数為7。前一個為6、下一個為496。
  - 第6個半完全數。前一個為24、下一個為30。
  - 由於28不能被所有比它小的半完全數整除，因此是第3個本原半完全數。前一個為20、下一個為88。
- 第3個歐爾調和數，因數调和平均数為3。前一個為6、下一個為140。
- 第18個不尋常數，大於平方根的質因數為7。前一個為26、下一個為29。
- 第11個十进制的奢侈數。前一個為26、下一個為30。
- 第7个三角形数，亦是第四个六边形数。
- 首5个质数的和：2+3+5+7+11=28。
- 第3个中心九边形数。
- 第7个快乐数。
- 第3個基思數
- 相反數-28為殭屍數，即位數和（首位含負號）的平方與自身的和大於零的負數，即{\displaystyle {{-{28}}+{{\left({{-{2}}+{8}}\right)}^{2}}}=8}。前一個為-29，後一個為-19（OEIS數列A328933）。

### 基本运算
| 乘法                             | 1  | 2  | 3  | 4   | 5   | 6   | 7   | 8   | 9   | 10  |  | 11  | 12  | 13  | 14  | 15  | 16  | 17  | 18  | 19  | 20  |  | 21  | 22  | 23  | 24  | 25  |
| -------------------------------- | -- | -- | -- | --- | --- | --- | --- | --- | --- | --- |  | --- | --- | --- | --- | --- | --- | --- | --- | --- | --- |  | --- | --- | --- | --- | --- |
| {\displaystyle {{28}\times {x}}} | 28 | 56 | 84 | 112 | 140 | 168 | 196 | 224 | 252 | 280 |  | 308 | 336 | 364 | 392 | 420 | 448 | 476 | 504 | 532 | 560 |  | 588 | 616 | 644 | 672 | 700 |

## 在科学中
- 镍的原子序数为28。[1]
- 矽的原子量。
- 一个正常人有28颗牙齿（不计算智齿在内）。
- 平年的2月为28天。
- 一年12個月中，每個月最少都有28天。

## 在人类文化中
- 中国古代将天空的星星分为二十八宿。

## 在電影中
- 28天，由珊卓·布拉克在2000年時主演的電影。
- 28天毀滅倒數，由丹尼·波爾於2002年執導的英國影片，描述頡油淹沒世界。
- 28週毀滅倒數：全球封閉，28天毀滅倒數的續集。